# Martino Canal
Martino Canal (? - après septembre 1275) était un écrivain-chroniqueur italien qui a vécu au XIIIe siècle, auteur des « Estoires » de Venise ou Cronique des Veniciens.

## Biographie
On ne sait presque rien de la biographie de Martino Canal et le peu d'informations le concernant proviennent de sa chronique Les « Estoires » de Venise, écrite en langue française. Il vit à Venise entre 1267 et 1275, lorsque l'œuvre a été écrite. On peut supposer qu'il travaillait comme scribe, ou qu'en tout cas il occupait une place peu élevée, à la Tavola da Mar, une sorte de douane maritime, mais on ne peut exclure d'autres magistratures. Il a probablement eu des relations directes avec le doge Reniero Zen, à qui un grand espace est consacré même pour les faits précédant son élection. Il est certainement mort après septembre 1275, date à laquelle la chronique se termine.
Les Estoires sont une chronique de Venise écrite en français à caractère apologétique, qui se réfère aux documents officiels de l'époque et aux chroniques des villes.